# Love Me Or Leave Me (canción de 2008)
"Love Me Or Leave Me" (en español Ámame o Déjame) es una canción de la cantante estadounidense Raven-Symoné, incluida en su cuarto álbum de estudio, Raven-Symoné.

## Información
La canción fue escrita por Warren O. Felder y Marsha Ambrosius, y producida por el primero bajo el nombre de Oak, para 9X9 Entertainment. La canción habla de una relación difícil. Recibió buenas críticas, diciendo que aunque la letra es un cliché, la música total es buena, fresca y de grandes vocales.
Aunque la canción no fue un sencillo, ésta debutó en el número 32 en la lista Top 100 Singles de Francia.

## Charts
| Chart (2008)            | Posición |
| ----------------------- | -------- |
| Francia Top 100 Singles | 32       |

## Créditos
- Escritores: Warren O. Felder, Marsha Ambrosius.[1]
- Productor: Oak.[1]
- Mezclas: Dave Pensado, Jaycen Joshua para Penua Project.[1]
- Publicado por Sony/ATV.[1]